# Мілонов Юрій Костянтинович
Мілонов Юрій Костянтинович (рос. Милонов, Юрий Константинович 8 квітня (20 квітня) 1895 Нижній Новгород, Нижньогородська губернія, Російська імперія-7 квітня 1980, Москва, СРСР) — російський революціонер, радянський державний і політичний діяч, вчений, історик.
Народився в 1895 році в Нижньому Новгороді. У зв'язку зі службою і посиланням батька-чиновника жив у Москві, Катеринодарі, Архангельську, Санкт-Петербурзі, Самарі. Захоплювався революційною літературою, в 1912 році вступив в РСДРП(б). Після закінчення 1-ї Самарської чоловічої гімназії в 1915 році вступив на Юридичний факультет Московського університету, але був виключений з політичних підстав. Неодноразово заарештовувався і посилався, в тому числі в Саратов. У 1917 році був звільнений Лютневою революцією і повернувся в Самару. Під час Жовтневої революції і встановлення в Самарі радянської влади був комісаром на залізничному телеграфі. У 1918 році був комісаром праці по Самарській і Симбірській губерніях, під час заняття білочехами Самари перебував у підпіллі. Потім послідовно займав посади голови (1918-1919, 1919) і секретаря (1920, 1921) Самарського губернського комітету партії, голови Самарського Міського і повітового виконавчого комітету (1919), ректора Самарського робітничо-селянського Комуністичного університету (1920-1921). Був делегатом VI (1917), VIII (1919), IX (1920), X (1921) з'їздів партії, VIII Всесоюзного з'їзду рад, членом 
ВЦВК. Примикав до «лівих комуністів», потім до «робочої» і «правої опозиції». У 1921 році був відкликаний на роботу в Москву.
Був ученим секретарем і головою комісії допомоги самоосвіті Головполітосвіті при Наркомосі (1921-1922), заступником голови (1922-1930) і головою (1930-1938) Істпрофа при ВЦРПС, членом ради Істпарта (1926-1927), заступником директора (1926-1929) і директором (1930-1931) Державного історичного музею, директором Інституту червоної професури техніки і технічної політики (1931-1932), завідувачем науково-дослідним сектором Всесоюзної ради наукових інженерно-технічних товариств (1932-1934), професором і керівником кафедри історії техніки Московського інженерно-будівельного інституту імені В.В. Куйбишева (1932-1937). Спеціалізувався на історії техніки, архітектури, профспілкового руху, був членом Всесоюзного товариства старих більшовиків і Товариства істориків-марксистів, викладав у ряді вищих навчальних закладів. У 1937 році отримав ступінь кандидата економічних наук, але потім незаконно її позбавлений. У 1938 році заарештований за звинуваченням у зв'язках з троцькізмом і засуджений до 10 років таборів, а з партії був виключений лише в 1941 році. Відбував термін на Колимі, де не припинив займатися науковою роботою, але вже в структурах при НКВС. У 1948 році звільнений, після чого залишився в Магадані, а в 1956 році реабілітований і відновлений в партії, і потім повернувся до Москви. У 1957 році став персональним пенсіонером союзного значення, в 1958 році відновлений в ступені кандидата економічних наук, в 1967 році нагороджений орденом «Знак Пошани», в 1975 році отримав ступінь доктора економічних наук. Вів активну партійну і наукову роботу. Помер в 1980 році в Москві у віці 84 років, похований на Новодівичому кладовищі.

## Біографія

### Молоді роки, освіта, початок революційної діяльності
Юрій Костянтинович Мілонов народився 20 квітня (8 квітня за старим стилем) 1895 року в Нижньому Новгороді.
Дід по лінії матері, Олександр Костянтинович Федосєєв, був учителем. Мати-Антоніна Олександрівна, як представниця інтелігенції жваво цікавилася політичними і суспільними подіями. По батьківській лінії - з потомствених дворян Симбірської губернії. Батько-Костянтин Костянтинович Мілонов, як студент 4-го курсу юридичного факультету Казанського університету і таємний інформатор поліції, 3 грудня 1887 був оголошений поза законом Казанським загальнобудинковим судом за донос інспектору студентів про існування симбірського земляцтва і діяльності організації Казанського студентства взагалі, давши обіцянку залишити «негайно» університет; даний вирок, розкиданий у листівках з казанським вулицях і по поштових скриньках, а також пішли арешти студентів-суддів послужили приводом для студентської сходки, що відбулася 4 грудня того ж року, в якій вперше політичним чином проявив себе 17-річний студент В.І. Ульянов (Ленін). Згодом став чиновником, банківським службовцем, працював у Нижегородській казенній палаті. У зв'язку зі службою батька сім'я часто переїжджала і жила в тому числі в Москві і Катеринодарі. Одного разу через особисту образу публічно дав ляпас начальнику по службі, за що був судимий і засланий в Архангельську губернію.
Мати дружила з політичними засланцями, брала участь у багатогодинних бесідах і дискусіях. Великий вплив на зростання революційних настроїв у Юрія справив брат його матері-Михайло Олександрович Федосєєв, студент Московського університету, учасник студентських сходок, арештант Бутирської і Таганської в'язниць. Батько ж не поділяв політичних поглядів сина; в майбутньому, після першого арешту він вижене його з дому. Після амністії батька в серпні 1904 року Мілонови поїхали в Санкт-Петербург, де Юрій вступив до гімназії. Там він став свідком подій 9 січня 1905 року. Під час навчання Юрій пристрастився до книг, багато читав, зокрема твори російських класиків і зарубіжних письменників, а також революційну літературу, роботи Карла Маркса і Фрідріха Енгельса. У 1910 році Мілонови переїхали в Самару, де Юрій продовжив розпочату в Санкт-Петербурзі освіту, вступивши в 6-й клас 1-ї чоловічої гімназії. Будучи гімназистом, в квітні 1912 року у віці 17 років вступив в РСДРП(б) під впливом Самарського більшовика Я.А. Андрієва. Спочатку відвідував заняття в нелегальному марксистському гуртку підвищеного типу, а потім сам зайнявся веденням робочих гуртків. Після закінчення гімназії в 1915 році вступив на юридичний факультет Московського університету, але майже відразу кинув навчання через  «переслідування поліції» і був виключений за революційну діяльність.

### На партійній і губернській роботі в Самарі
Навесні 1915 року був заарештований ряд керівних працівників Самарської партійної організації, очолюваної М.А. Розенштейном. У травні Мілонов був обраний членом нового складу Самарського комітету РСДРП(б), опинившись в числі тих, хто взяв на себе керівництво парторганізацією. У липні того ж року він сам був заарештований за «антидержавну діяльність» і, відсидівши чотири місяці в Самарській в'язниці, був висланий на три роки під гласний поліцейський нагляд в Саратов. Служив секретарем лікарняної каси робітників поліграфічного виробництва, секретарем комісії з сільськогосподарської перепису Саратовського губернського земства, секретарем комісії з виборів представників робітників у військово-промисловий комітет, вів гурток залізничників, а також продовжив вести партійну роботу і «більшовицьку пропаганду»; так, за відомостями жандармерії, був головним керівником зборів залізничних робітників і «наполягав на демонстративний виступ робітників і студентів у день 1 травня». У 1915 році брав участь у похоронній процесії В. Скибатідзе, померлого в Саратовській в'язниці, що вилилося в революційний мітинг. В 1916 році був обраний членом підпільного комітету більшовиків, брав активну участь у зустрічах саратовського партактиву, працював з М. С. Ольминським. Після двох арештів і багатомісячного ув'язнення, в листопаді 1916 року був засланий в адміністративному порядку в Тургайську область терміном на три роки. На засланні близько року прожив у селищі Федоровський Кустанайського повіту, де працював рахівником у позичково-Ощадному товаристві, був головою колонії засланців, керував заняттями політичного гуртка.
У березні 1917 року після Лютневої революції став комісаром Туруханського краю і допомагав більшовикам у поверненні із заслання, а потім сам повернувся в Самару, після чого направлений партійним комітетом на Трубковий завод, де працював підручним токаря, а потім токарем по металу. Будучи членом парткому заводу, під кінець Першої світової війни вів серед робітників більшовицьку агітацію і схиляв їх до антиурядових виступів. У травні 1917 року став членом комісії зі створення Червоної гвардії; до Жовтневої революції був обраний членом губернського комітету партії, представником губкому в Раді робітничих депутатів, а потім і самим секретарем Ради. У липні 1917 року делегатом направлений на VI з'їзд партії в Петрограді. Виголосив промову, брав участь у дебатах, з'їздом була прийнята його поправка про обрання ЦК за принципом змішаного представництва, тобто від областей і великих центрів.
У жовтні 1917 року став членом редакційної колегії газети «Солдатська правда», також був комісаром Самарського революційного комітету на залізничному телеграфі. Після встановлення в Самарі радянської влади, що сталося без збройного повстання, був обраний головою губернської ради фабрично-заводських комітетів. Як відповідальний за телеграф першим у Самарі почув телеграму Леніна «Всім, всім...». У 1918 році під час Брестських переговорів примикав до «лівих комуністів», займався агітацією серед молоді, вів заняття з політичної економії в молодіжній групі при губкомі. 21 травня того ж року призначений на посаду комісара праці по Самарській і Симбірській губерніях. У тому ж місяці взяв участь у роботі II Всеросійського з'їзду комісарів праці в Москві, де вперше побачив В.І. Леніна, з яким згодом зустрічався кілька разів. Активно втручався в справи власників приватних підприємств Самари, в результаті чого ті стали в масовому порядку припиняти свою діяльність і звільняти робітників. Брав участь у боях з білочехами при занятті ними Самари 5-8 червня 1918 року, після евакуації більшої частини губкому в Симбірськ пішов у підпілля, в якому протримався всі чотири місяці влади засновників, підтримуючи письмовий зв'язок з Комітетом партії. Мати Мілонова в той час тримала невелику кондитерську в Самарі, яка використовувалася як місце явки підпільників.

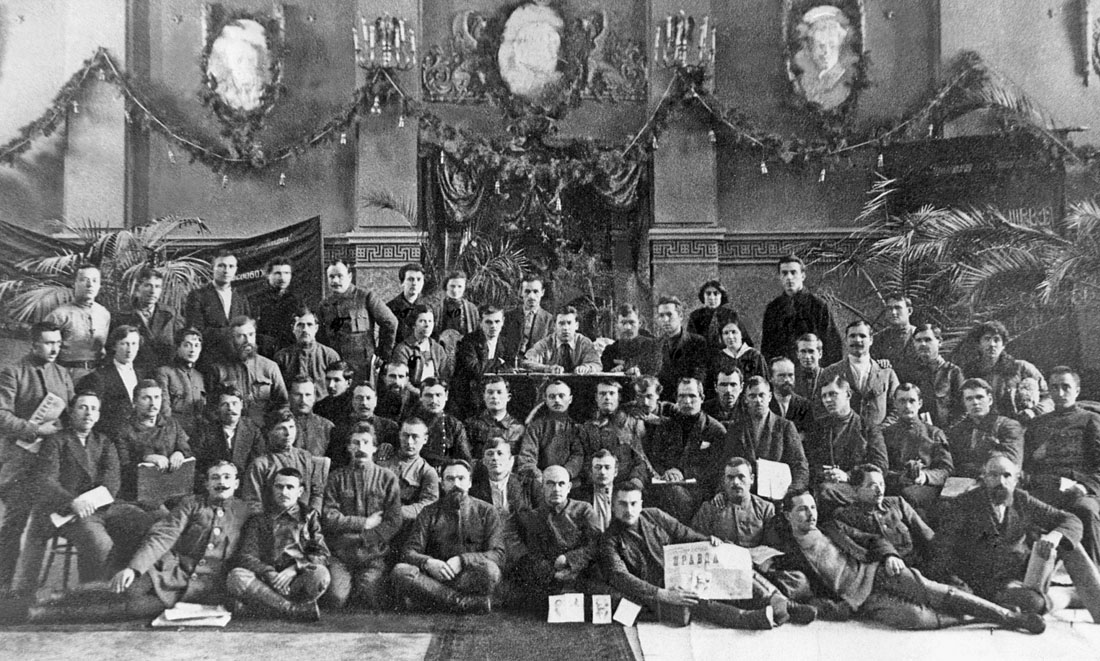
Самарська міська партійна конференція після звільнення Самари від білочехів, 3-6 грудня 1918 р. Мілонов-в центрі, сидить за столом Президії

Після взяття Самари 8 жовтня 1918 року і відновлення радянської влади під керівництвом Мілонова був утворений тимчасовий Самарський ревком, сам він повернувся до виконання обов'язків комісара праці, але вже 10 жовтня був відкликаний з посади. 12 жовтня був обраний головою Самарського губкому РКП(б), а також за сумісництвом тимчасово призначений редактором газети «Приволжська правда».
У 1918-1921 роках був головою Самарської губернської Ради народного господарства. Крім партійної і редакторської роботи, будучи «одним з кращих марксистів в Самарській організації», вів велику пропагандистську і агітаційну роботу. Надавав підтримку Г.М. Кржижановському у справі вишукувальних робіт зі спорудження гідроелектростанції біля Самарської Луки. 30 березня 1919 року залишив посаду передгубкому, будучи обраним товаришем голови Самарського губкому РКП(б). Був обраний делегатом VIII з'їзду партії, що пройшов у березні 1919 року, але не зміг прибути на нього.
25 лютого 1919 року на екстреному засіданні був обраний на посаду голови Самарського міського і повітового виконавчого комітету, який був об'єднаний в єдиний орган 31 січня того ж року. Його попередником був В.В. Куйбишев. У березні брав участь у придушенні «Чапанної війни», тобто масового повстання близько 150 тисяч селян проти більшовиків. 5 квітня того ж року був звільнений від обов'язків голови Самарського міськуїздому «у зв'язку з від'їздом на навчання». Його наступником був М.М. Шверник. Підняте в тому ж квітні питання про поділ виконкомів було остаточно вирішене 5 липня того ж року. З 7 квітня по 1 вересня 1919 року знову обіймав посаду голови Самарського губкому РКП(б). У червні 1919 року став головою Самарської губернської ради профспілок, одночасно будучи членом губвиконкому і редколегії газети «Комуна». У 1919-1920 роках викладав політекономію в Самарській губернській партійній школі. Був делегатом IX з'їзду РКП(б), що відбувся в березні-квітні 1920 року.
6 травня 1920 року був обраний у члени губкому у зв'язку з необхідністю «тіснішого зв'язку партійної та профспілкової роботи», а 28 травня більшістю голосів обраний у члени Президії губкому. У травні 1920 року Мілонов від групи працівників губпрофради виступив на XIII міській конференції РКП(б) по доповіді про діяльність губкому, запропонувавши резолюцію, в якій відзначалася «крайня повільність у справі зближення органів влади з масами трудящих, відсутність досить розгорнутого і налагодженого організаційного апарату». Більшість членів губкому якраз таки примикало до «робітничої опозиції», яка вимагала поставити робітників на керівництво партійними і радянськими органами в Самарі. Однак керівництво губкому висловило свій протест, вважаючи, що Мілонов, як активний учасник і фактичний лідер Самарської опозиції, відбив у резолюції свої фракційні погляди. Тим не менш, 7 червня того ж року в ході зміни парткерівництва Мілонов був обраний секретарем Самарського губкому[61][18][5][42]. Через тертя між членами губкому, постійною зміною складу президії і великим обсягом бюрократичної роботи, 9 серпня Мілонов попросив пленум відрядити його «для пропагандистської роботи або дати йому можливість взяти на себе в губкоми тільки принципове керівництво з зменшенням поточної роботи», проте його прохання не було задоволене. За виступом Мілонова з доповіддю «про чергові завдання партійного будівництва» на XIV Самарської губернської партійної конференції, що пройшла з 2 по 6 вересня 1920 року, була прийнята резолюція про діяльність губкому, де зазначалося, що «партійне життя Самарської губернської організації За останній час знаходиться в стані часткової кризи, який виражається в відірваності партійних організацій від робочих мас, в непроведенні в життя більшості планів, проектів і резолюцій, спрямованих до знищення цих явищ». Діяльність Мілонова і його товаришів викликала критику керівництва РКП(б), яке звинуватило їх у сприянні розростанню «сапожковщіни» і «антоновщіни» в ході злиття повсталих з опозицією. 9 вересня того ж року прохання Мілонова про відставку було нарешті прийнято, і він був відкликаний з посади секретаря губкому.
31 січня 1921 року під час обговорення 8 членів губкому голосували за платформу «робітничої опозиції», а 4 — за «Ленінську». На антиленінській позиції стояв партком Самарського грубочного заводу і голова губвиконкому В.Д. Сокольський. Для виправлення ситуації в Самару була направлена група на чолі з В.А. Антоновим-Овсєєнко. За рішенням Оргбюро ЦК РКП(б) Мілонов, Сокольський і ряд інших партпрацівників були зняті зі своїх постів. У той час він продовжив підтримувати опозицію, але надалі порвав з нею зв'язки. Залишившись членом Президії губкому, Мілонов працював у губпрофраді, виступаючи за створення мережі пролетарських університетів. Восени 1920 року йому була доручена організація Самарського робітничо-селянського Комуністичного університету, який був утворений незважаючи на організаційні труднощі, відсутність приміщення, матеріалу і ресурсів, а сам Мілонов був призначений ректором і головою педагогічної ради СРККУ. У 1920 році обраний делегатом VIII Всеросійського з'їзду Рад, але участі в ньому не взяв через направлення на придушення чергового селянського повстання в Самарській губернії. Також був делегатом X партконференції, був членом ВЦВК VIII скликання.
У грудні 1920 року Мілонов отримав від товаришів по партії наступну характеристику: «глибоке розуміння завдань радянського будівництва, безмежна відданість справі революції, вміння групувати навколо себе все чесне, великий організаційно-адміністративний досвід. До практичної роботи не придатний через теоретичних міркувань. На місці в робітничо-селянському університеті». На підставі даної рекомендації, в травні 1921 року Президія губкому партії призначив Мілонова відповідальним за викладання суспільних наук в Самарському робітничо-селянському університеті. Також він був обраний в члени організаційного бюро зі створення губернського відділення комісії з вивчення історії Жовтневої революції і РКП(б). У березні 1921 року був делегатом X з'їзду партії. На з'їзді заявив відвід наміченому в президію М.В. Фрунзе, заявивши про відсутність чітких доказів непричетності того до зловживань в Самарському військовому окрузі, але його пропозиція була відхилена з подачі К.Б. Радека. Тримав окрему промову, в якій звинуватив верхівку партії в кастовості і відриві від робітничо-селянських мас, розкритикував керівних партпрацівників за насадження бюрократизму, фактично заявивши Леніна «найбільшим чиновником» у Росії, за що Д.Б. Рязанов назвав Мілонова «теоретично безногим і безруким». Також дорікнув Леніна в адміністративному наклеюванні на «робочу опозицію» ярлика синдикалізму, після чого у відповідному слові ним був розкритикований. Надалі покинув ряди «робітничої опозиції» і «підкорився партійній дисципліні», ставши твердо дотримуватися «генеральної лінії»; згодом зазначав, що» переконливість його Леніна аргументації в заключному слові зіграла вирішальну роль для відходу від опозиції. 10 липня 1921 Мілонов став тимчасово виконуючим обов'язки секретаря губкому партії, але вже 27 липня був звільнений з посади у зв'язку з призначенням до комісії з переобліку членів партії, після чого взяв активну участь у чищенні лав губернської парторганізації.

### Наукова і педагогічна діяльність
У жовтні 1921 року був відкликаний Центральним комітетом РКП(б) на науково-дослідну і педагогічну роботу в Москву, що, ймовірно, було викликано прагненням послабити позиції «робітничої опозиції» в Самарі. У 1921-1922 роках був вченим секретарем і головою комісії допомоги самоосвіті Главполітпросвета під керівництвом Н.К. Крупської при Наркомпросі. У 1920 році став кандидатом у члени Президії Всесоюзної Центральної ради професійних спілок, був членом Президії ВЦРПС III, VII, VIII скликань. У 1921 році призначений на посаду завідувача відділом історії профспілкового руху (Істпроф) при ВЦРПС. У 1922 році вступив на золотопромисловий факультет Московського інституту народного господарства імені Г.В. Плеханова, де провчився два роки і кинув через «неможливості поєднувати навчання з роботою», в результаті чого вищої освіти так і не отримав.
У 1922-1930 роках обіймав посаду заступника голови, а потім, у 1930-1938 роках — голови Істпрофа. Був піонером в описі історії зародження і становлення профспілкового руху в Росії. Стояв на позиції чіткого слідування основним історичним методам для дотримання «наукової витриманості», що дозволило б уникнути використання  «фактичних матеріалів для доказу правильності або помилковості певної політичної позиції»; у зв'язку з цим вважав, що першим кроком має бути «безперечне встановлення фактів» минулого, а першим і ключовим завданням Істпрофа — саме збір даних, їх систематизація і публікація, і тільки потім теоретичний аналіз, критика і з'ясування загальних законів розвитку профруху. Бачив в архівних документах не самоціль, а тільки засіб для дослідницької та практичної роботи, вважаючи, що завданням архіву є не одне лише зберігання документів, а й допомога досліднику в його роботі; отже, архів повинен будуватися на логічному принципі (матеріали підбираються в комплекси за тематичними рубриками), що повинно позбавити дослідника від необхідності перебору численних непотрібних документів.
У 1926-1927 роках був членом Ради Істпарта ЦК ВКП(б). Згідно профспілковій довідці, в 1929 році збирав у себе вдома зустрічі членів «правої опозиції». У 1930 році був прийнятий у Всесоюзне товариство старих більшовиків, де був заступником голови технічної секції; також був членом Комісії з історії пролетаріату при Товаристві істориків-марксистів під керівництвом М.М. Покровського. Одночасно, у 1926-1929 роках був заступником директора, а 1930-1931 роках обіймав посаду директора Державного Історичного музею. При ньому була ініційована повна перебудова експозицій всіх залів музею з позиції марксистського розуміння історії; ГІМ перейменовано на «Музей історії розвитку суспільних форм»; ліквідовано «Товариство друзів історичного музею», що займалося опікунською і меценатською діяльністю; звільнено ряд співробітників музею, в тому числі В.О. Городцов і С.В. Бахрушин. Зокрема, закритий був відділ релігійного побуту, який очолював А.І. Анісімовим; сам він звільнений і згодом репресований. Також було розгромлено збори ікон, розпочато їх відбір із зборів ГІМ в інші музеї, зокрема в Третьяковську галерею; у зв'язку з цим Мілонов вступив в конфлікт з О.В. Орєшніковим та іншими співробітниками музею, активно саботували передачу ікон. Також Мілонов брав участь у підготовці виставок, редагував наукові роботи співробітників ГІМ, керував видавничою роботою музею.
Основні ідеї з перебудови музейного співтовариства були викладені Мілоновим в доповіді, який він представив на першому Всеросійському музейному з'їзді, що пройшов 1-5 грудня 1930 року. Стверджуючи, що об'єктом експозиції повинна бути не музейна «річ», а «думка, виражена комплексом предметів», бо сама річ не може виконати завдання з розкриття суспільних відносин, він заявляв, що головна мета музеїв — це «викриття і спростування класово-ворожих пролетаріату концепцій» разом із завданнями «показати форми класової боротьби у сфері їх діяльності», «роз'яснити класові завдання пролетаріату і генеральну лінію партії». Мілонов зазначав, що музеї «повинні ілюструвати своїм матеріалом ті конкретні висловлювання, які є щодо об'єктів їх роботи у класиків марксизму: Маркса, Енгельса, Леніна і Сталіна», а матеріали ці потрібно підбирати таким чином, щоб вони показували історичне коріння сучасності, безпосередньо відгукувалися «на питання поточної політики у формі організації спеціальних епізодичних виставок, приурочених до дат найважливіших політичних і господарських кампаній і до термінів засідань керівних радянських і партійних органів». У спробі характеризувати «соціальні відносини аж до класової боротьби», музеї, на думку Мілонова, не повинні покладатися тільки на справжні предмети, якісь «безсилі дати цілісну і цілісну картину як соціальної формації, так і зміни формацій», запропонувавши свою чергу використовувати копії та реконструкції, які, однак не повинні затуляти оригінали. Також він говорив про» небезпеку «речевізму, а отже і непотрібності фондової роботи, вважаючи, що основним елементом експозиції» повинні бути не речі і не «декоративна пляма», а «музейна пропозиція», тобто «думка, виражена комплексом справжніх предметів, пов'язаних між собою в нерозривне ціле за допомогою написів і різного роду ілюстрацій». Таким чином Мілонов висловив ідею створення «граматики і синтаксису музейного речення», закликав вивчати їх і підходити до експозиції як до особливої мови музейної справи.
У 1931-1932 роках був директором Інституту червоної професури техніки і технічної політики. У 1932-1934 роках обіймав посаду завідувача науково-дослідним сектором Всесоюзної ради наукових інженерно-технічних товариств. У 1932-1937 роках був професором і керівником кафедри історії техніки Московського інженерно-будівельного інституту імені В.В. Куйбишева. Крім цього був заступником директора Інституту техніки Комуністичної академії, викладав на робочому факультеті Московського університету, в Комуністичному університеті імені Я.М. Свердлова, Військово-електротехнічної Академії, Вищій школі профспілкового руху, Московському інституті інженерів транспорту, Ленінградському інституті інженерів транспорту, ряді інших вищих навчальних закладів. У 1934-1936 роках був старшим науковим співробітником Кабінету будівельної техніки Всесоюзної академії архітектури і головним редактором видавництва при ній, будучи ентузіастом видавничої справи. У 1936 році як виконувач обов'язків секретаря парткому академії отримав сувору догану від Свердловського райкому партії «За притуплення класової пильності» в боротьбі з троцькізмом, зокрема за те, що «не зміг викрити» заступника ректора А.Я. Олександрова. 17 березня 1937 року отримав ступінь кандидата економічних наук без захисту дисертації, але вже 9 квітня вона була незаконно анульована. У 1937-1938 роках працював в Інституті історії науки і техніки Академії наук СРСР; це було його останнє місце роботи.

### Репресії
У квітні 1938 року був заарештований за звинуваченням у зв'язках з троцькізмом. Приводом для арешту стало те, що незадовго до того Мілонов під своєю редакцією випустив у світ книгу «Архітектура післявоєнній Італії» К.І. Ремпеля, яка була затавровано в «Правді» як «апологія фашистської диктатури» (при цьому сама робота, і через роки характеризовавшаяся як «зразок обурливої і нахабного вихваляння італо-фашистської архітектури», не була знята з полиць бібліотек). Сидів в одній камері в Новочеркаській в'язниці з 16-річним сином свого товариша М.П. Томського, Юрієм, якому давав уроки математики, використовуючи замість грифельної дошки шматок мила і креслив на ньому завдання сірником. 14 вересня того ж року засуджений Військовою колегією Верховного Суду СРСР відразу за трьома пунктами 58-ї статті («контрреволюційна діяльність») Кримінального кодексу РРФСР до позбавлення волі строком на 10 років з поразкою в правах на 5 років.
У 1939-1956 роках перебував у таборі та засланні на Колимі, працював головним інженером золотої копальні. Незважаючи на відбування терміну, з партії був виключений лише в 1941 році. Будучи в ув'язненні запропонував три оборонних винаходи, зареєстрованих в 1943 році в Бюро раціоналізації та винахідництва ГУЛАГУ, зокрема, два глушника звуку пострілу. 4 липня 1944 року був нагороджений грамотою Центрального штабу трудового змагання північно-східних таборів Дальбуду НКВС СРСР «за активну участь в організації та оформленні 1-ї виставки образотворчого мистецтва». 12 березня 1948 року звільнений з табору після відбуття терміну «із заліком робочих днів за хороші виробничі показники», а 14 березня того ж року йому був виданий паспорт. За деякими даними, у вересні 1948 року повторно був засуджений на 10 років.
Наступні роки жив у Магадані, де послідовно працював лаборантом, інженером, завідувачем лабораторією, старшим науковим співробітником сектора місцевих будматеріалів у Всесоюзному науково-дослідному інституті золота та рідкісних металів при МВС СРСР, працював начальником відділу контролю та якості контори місцевих будівельних матеріалів будівельно-монтажного управління, інженером-випробувачем і начальником лабораторії випробування будівельних матеріалів Дальбуду, викладав аналітичну геометрію і фізику в магаданському філії Всесоюзного заочного політехнічного інституту, працював учителем математики в 5-10 класах Магаданської вечірньої середньої школи.

### Подальше життя
9 липня 1956 року вирок щодо Мілонова був скасований «за нововиявленими обставинами», а справу «за відсутністю складу злочину» припинено. Після реабілітації в грудні повернувся до Москви. Тоді ж був відновлений в партії; з цього приводу звертався до старого знайомого по Самарі М.М. Шверника, який очолював ВЦРПС, але той його навіть не прийняв. У травні 1957 року став персональним пенсіонером союзного значення. 26 березня 1958 року відновлений у ступені кандидата економічних наук.
Був членом Вченої ради і членом Ради з присудження вчених ступенів Московського архітектурного інституту та Інституту теорії, історії та проблем архітектури. Перебував в активі і вів велику пропагандистську роботу в Державному музеї Революції СРСР, суспільстві «Знання», Інституті історії природознавства і техніки Академії наук СРСР, Радянського національного об'єднання історії та філософії науки і техніки, вів гурток теоретичних проблем при парторганізації московського заводу залізобетонних виробів № 4, де перебував на партобліку, був членом бюро історико-літературного об'єднання старих більшовиків, очолював куйбишевську секцію історико-літературного об'єднання Інституту марксизму-ленінізму при ЦК КПРС, їздив по країні і виступав зі спогадами про Леніна.
Був відомий як вчений в області історії техніки та архітектури, автор понад вісімдесяти наукових робіт, багатьох публікацій, брошур, спогадів, книг з історії профспілкового руху в Росії, список яких займає більше 150 друкованих листів. Був одним з першопрохідців в марксистському осмисленні історії техніки, розумінні закономірностей її розвитку і місця в суспільстві. Автор статей у Малій радянській енциклопедії («З'їзди профспілок«), Великій радянській енциклопедії («Готель»,«Гурт»), був членом авторського колективу з підготовки тритомної праці «Загальна історія техніки». Читав і перекладав з латинської, французької, англійської, німецької та італійської мов. Виступав проти будівництва готелю «Росія», за збереження об'єктів дерев'яного зодчіства.
У 1961 році завідувач кафедрою Тольяттинського політехнічного інституту А.Е. Лівшиць підготував дисертацію на здобуття ступеня кандидата історичних наук, в якій показав, що керівництво Самарського губкому партії, зокрема Мілонов, в минулому примикало до «робочої опозиції». Сам Мілонов, відхрещувався від своїх колишніх поглядів, написав листа особисто М.С. Хрущову зі скаргою на Лівшиця, звинувативши того в наклепі на губком і спотворенні історичної правди. Справа дійшла до розгляду в ЦК із залученням Інституту марксизму-ленінізму, який підтвердив правоту Лівшиця, і в підсумку він успішно зміг захистити свою роботу.
У 1975 році відзначив 80-річчя. Того ж року за рішенням Вищої атестаційної комісії отримав ступінь доктора економічних наук.
У 1977 році член Спілки письменників СРСР М.С. Колесніков випустив роман «з відкритим забралом» про В.В. Куйбишева, в якому звів на Мілонова наклеп, зобразивши того противником Куйбишева і зрадником справи партії в Самарі. На прохання старих комуністів перед ЦК було організовано публічний розгляд, де Колесніков виправдовувався тим, що вважав Мілонова вже давно померлим на Колимі. Лютим захисником Мілонова від нападок виступив головував на розборі його друг по Колимі, колишній чекіст і сам у минулому табірник-І.М. Данішевський, серце якого не витримало і він помер прямо за столом Президії.
Юрій Костянтинович Мілонов помер 7 квітня 1980 року в Москві. Кремований, прах похований в колумбарії Новодівичого кладовища (116 секція, місце 9-1).

## Нагороди
- Орден «Знак Пошани» (1967),
- Медаль «За доблесну працю. В ознаменування 100-річчя від дня народження Володимира Ілліча Леніна» (1970)

## Особисте життя
Мілонов був двічі одружений. Перша дружина-Катерина Дудіна, працівниця Тульського патронного заводу, познайомилися в Тургайській області, куди вона була заслана за участь у страйку. Після смерті дружини, в 1943 році на Колимі одружився вдруге — на Наталії Приблудній, дружині репресованого поета «єсенінської школи» Івана Приблудного, відправленої в табір як дружина «ворога народу». Мав дітей, онуків, трьох правнуків.
Брат — Костянтин Костянтинович Мілонов, член РСДРП(б) з 1917 року, випускник Інституту червоної професури (1925), професор кафедри історичного та діалектичного матеріалізму педагогічного факультету Нижегородського університету в 1928-1930 роках, потім направлений на роботу в Москву, дійсний член Інституту філософії (1928), науковий співробітник філософської групи секції наукової методології, вчений секретар філософської секції, редактор філософського відділу «Вісника Комуністичної академії», член організаційної комісії з видання "філософського словника" (прообраз «Філософської енциклопедії», спеціалізувався на матеріалістичній діалектиці, філософії Бекона, емпіріомонізмі Богданова, діалектиці Маркса, брав участь у філософсько-ідеологічній боротьбі, зокрема проти механістів, репресіям не піддався.

## Пам'ять
Фігурує в романі Б.К. Зайцева «Дерево життя» комісаром ГІМ на прізвище Баланда, який повчає «як треба працювати» найстарішого співробітника музею і «батька російської нумізматики» А.В. Орєшнікова. Разом з братом описаний у спогадах І.Я. Галкіна «На зорі нашої юності» про революційний рух в Самарській губернії. Особистий фонд Мілонова знаходиться в Державному архіві Російської Федерації, куди був переданий його вдовою в 1980-1983 роках. Деякі інші документи знаходяться в Самарському обласному державному архіві соціально-політичної історії.